# Хартли, Джон
Джон Торникрофт Хартли (англ. John Thorneycroft Hartley; 9 января 1849, Шропшир, — 21 августа 1935, Йоркшир) — бывший британский теннисист, двукратный победитель Уимблдонского турнира.

## Частная жизнь
Джон Хартли был вторым ребенком в семье, в которой кроме него было еще четверо детей. Его отец, как и прежде дед, был мэром  Вулвергемптона. 
Был англиканским священником: викарием, а позднее деканом одного из приходов в Северном Йоркшире.
По своей природе, был человеком деятельным и энергичным, и кроме того очень хорошим пловцом.
В 1875 году — женился на  Элис Маргарет Ласкелс, внучке Генри Ласкелса, 3-го графа Харвудского. Детей у них не было.
Умер Джон Хартли в возрасте 86 лет в Йоркшире.

## Спортивная карьера
Джон Хартли учился в Оксфорде, и побеждал на чемпионатах университета по теннису (1870) и по рэкетс (1869). 
В 1879 завоевал одиночный титул на  Уимблдоне, после того как в финале турнира претендентов победил ирландца Вира Гулда (решающий матч не проводили, так как прошлогодний победитель, Фрэнк Хедоу, который в соответствии с действовавшими тогда правилами гарантировал себе там место, отказался защищать своё чемпионское звание). 
Хартли — единственный священник, который побеждал на Уимблдоне. Участие в турнире не мешало ему выполнять пастырские обязанности: после победы в четвертьфинале турнира претендентов, в субботу вечером, преподобный Хартли уехал в Йоркшир, в свой приход, чтобы отслужить там на следующий день воскресную службу. Следующую ночь он провёл у постели умирающего (одного из своих прихожан), и затем, уже не имея времени на отдых, должен был возвращаться в Лондон, чтобы играть полуфинальный матч против К.Ф.Парра. К счастью для Джона Хартли, дождь внёс коррективы в расписание и полуфинальный матч был перенесен на вторник. Хартли смог использовать свой шанс: Парр был бит со счетом 2-6, 6-0, 6-1, 6-1. Гулд в финале также не смог оказать достойного сопротивления и уступил в трёх партиях. 
Хартли стал первым чемпионом Уимблдона, который смог защитить свой титул. В 1880, в матче вызова, он со счётом 6-3, 6-2, 2-6, 6-3 обыграл Герберта Лоуфорда. 
В 1881 году потерпел сокрушительное поражение от Уильяма Реншоу. Матч продолжался всего 37 минут и счет был 6-0, 6-1, 6-1 в пользу Реншоу.
В 1926 году, на  Золотом Юбилее чемпионата,  получил серебряную медаль королевы Марии, как один из «тридцати четырех ныне живущих чемпионов».

## Стиль игры
Хартли был игроком задней линии и предпочитал спокойный обмен ударами. Обычно он не рисковал и не переходил в атаку, а терпеливо дожидался ошибки соперника.

## Выступления на турнирах Большого Шлема

### Уимблдонский турнир
- Мужской одиночный разряд — победа (1879, 1880)